# Margulan Assembekov
Margulan Assembekov (Almatý, 13 de diciembre de 1983) es un luchador kazajo de lucha grecorromana. Compitió en cuatro campeonatos mundiales. Se clasificó en la quinta posición en 2005. En 2002 y 2006 participó en los Juegos Asiáticos terminando en el puesto noveno. Ganó una medalla de oro en Campeonato Asiático en los años 2005 y 2006. Cuatro veces representó a su país en la Copa del Mundo. En el 2005 y 2009 consiguió el resultado más importante, clasificándose en la segunda posición. Ganó el Campeonato Mundial Universitario en 2005.